# Gassenhagen
Gassenhagen ist eine von 51 Ortschaften der Stadt Wiehl im Oberbergischen Kreis im Regierungsbezirk Köln in Nordrhein-Westfalen (Deutschland).

## Lage und Beschreibung
Der Ort liegt rund 3,5 km südwestlich vom Stadtzentrum von Wiehl entfernt, nahe der Landesstraße L 350. Gassenhagen liegt südlich der Bundesautobahn 4.

## Geschichte
1575 wurde der Ort das erste Mal in der Karte von A. Mercator urkundlich erwähnt. Die Schreibweise der Erstnennung lautete Kirßenbaumen (spätere Umbenennung?). Lage in Nachbarschaft zur früheren  Burg Bellinghausen  (vgl. Niederbellinghausen). 1675 wurde Gassenhagen in den Kirchenbüchern von Marienberghausen erwähnt. Das Suffix -hagen bedeutet umfriedetes Gehöft. In der Gegend um Gassenhagen wurde früher Eisenerz abgebaut.

## Wander- und Radwege
- Der Ortsrundwanderweg O „Rund um Bielstein“ verläuft auf der Grenze zwischen Gassenhagen und Hau.